# Ali Shafi
Ali Hussein Abdel Shafi (ur. 10 kwietnia 1908, zm. ?) – egipski piłkarz, reprezentant kraju. Podczas kariery występował na pozycji pomocnika.

## Kariera klubowa
Podczas kariery piłkarskiej występował w klubie Zamalek SC.

## Kariera reprezentacyjna
Ali Shafi występował w reprezentacji Egiptu w latach trzydziestych. W 1934 roku uczestniczył w mistrzostwach świata. Na mundialu we Włoszech był rezerwowym i nie wystąpił w żadnym spotkaniu. Był również rezerwowym graczem na igrzyskach olimpijskich w 1936 w Berlinie.